# Cykelgenerator

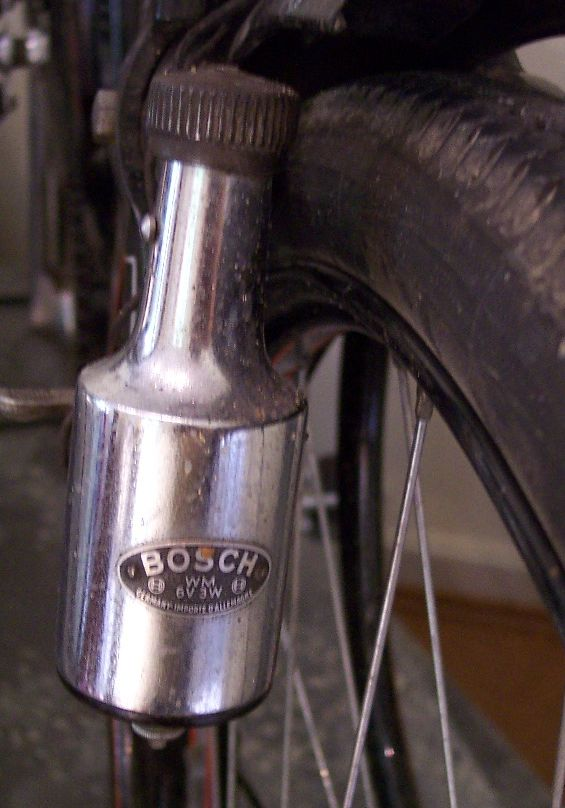
Cykelgenerator

Cykelgenerator, vanligen kallad dynamo, är en liten generator, som används för att driva cykelbelysning.
Den klassiska 1900-talsvarianten är en sidhängande generator som drivs av ett räfflat hjul som rullar mot däcket. Modernare varianter är navgeneratorn och ekergeneratorn.
Generatorn omvandlar rörelseenergi till elektricitet så lyktan lyser kraftigare när man cyklar snabbare.